# Rhododendron adenopodum
Rhododendron adenopodum är en ljungväxtart som beskrevs av Adrien René Franchet. Rhododendron adenopodum ingår i släktet rododendron, och familjen ljungväxter. Inga underarter finns listade i Catalogue of Life.